# 外泌汗腺
外泌汗腺（英語：eccrine sweat gland），又名小汗腺，是人体主要的汗腺，存在于几乎所有皮肤，尤以手掌和脚掌的密度为最高，头部次之，躯干及四肢较少，在其他哺乳动物中则较为稀疏，主要存在于无毛部位。人体发育过程中外泌汗腺密度最高可达200-400/cm²。
外泌汗腺由顶端汗管、真皮导管和分泌小管组成。其中，顶端汗管（又名末端汗管）为一螺旋状导管；真皮导管为一外直内曲导管；分泌小管呈卷曲状，位于真皮或下皮深处。

## 分泌
外泌汗腺的分泌物是一种无菌的稀电解质溶液，主要成分有碳酸氢盐、钾和氯化钠（NaCl），以及其他微量成分，如葡萄糖、丙酮酸、乳酸、细胞因子、免疫球蛋白、抗菌肽等。
汗液中Na+离子的浓度比血浆和细胞外液低得多（汗液约为40mM，血浆和细胞外液约为150mM）。外泌汗腺中的汗液最开始是含有高浓度Na+离子的，但Na+离子通过外泌汗腺导管细胞上的上皮钠通道（ENaC）重吸收进入组织，减少了出汗过程中Na+的损失。ENaC突变亚基携带者会患有全身性假醛固酮减少症，Na+无法重吸收，分泌的汗液中Na+离子浓度会大大增加（高达180mmol/L）。
多汗症患者的汗腺（尤其是外泌汗腺）会对刺激做出过度反应，进而过度活跃，产生比一般人更多的汗液。囊腫性纖維化患者汗液中的Na+离子浓度也会增高。这两种病症是外泌汗腺导管细胞上的CFTR氯化物转运蛋白异常导致的。